# Microselene
Microselene là một chi bướm đêm thuộc họ Erebidae.